# Ballspielverein Borussia 09 Dortmund 1972-1973
Questa voce raccoglie le informazioni riguardanti il Ballspielverein Borussia 09 Dortmund nelle competizioni ufficiali della stagione 1972-1973.

## Stagione
Nella stagione 1972-1973 il Borussia Dortmund, allenato da Herbert Burdenski e Detlev Brüggemann, concluse il campionato di Regionalliga al 4º posto. In Coppa di Germania il Borussia Dortmund fu eliminato nella fase a gironi.

## Rosa
| N. |                       | Ruolo | Calciatore                 |
| -- | --------------------- | ----- | -------------------------- |
|    | Germania (bandiera)   | P     | Horst Bertram              |
|    | Germania (bandiera)   | P     | Jürgen Rynio               |
|    | Germania (bandiera)   | D     | Friedhelm Schwarze         |
|    | Germania (bandiera)   | D     | Jürgen Wilhelm             |
|    | Germania (bandiera)   | D     | Helmut Nerlinger           |
|    | Germania (bandiera)   | D     | Wolfgang Berg              |
|    | Germania (bandiera)   | D     | Eckhard Berlau-Kirschstein |
|    | Germania (bandiera)   | D     | Hans-Joachim Andree        |
|    | Montenegro (bandiera) | D     | Branko Rašović             |
|    | Germania (bandiera)   | D     | Peter Czernotzky           |
|    | Germania (bandiera)   | D     | Gerd Peehs                 |
|    | Germania (bandiera)   | C     | Theo Bücker                |

| N. |                     | Ruolo | Calciatore         |
| -- | ------------------- | ----- | ------------------ |
|    | Germania (bandiera) | C     | Werner Lorant      |
|    | Germania (bandiera) | C     | Dieter Kurrat      |
|    | Germania (bandiera) | C     | Theo Bücker        |
|    | Germania (bandiera) | C     | Egwin Wolf         |
|    | Germania (bandiera) | A     | Siegfried Köstler  |
|    | Germania (bandiera) | A     | Horst Bertl        |
|    | Germania (bandiera) | A     | Helmut Schmidt     |
|    | Germania (bandiera) | A     | Edwin Bakine       |
|    | Germania (bandiera) | A     | Günter Mach        |
|    | Germania (bandiera) | A     | Klaus Ondera       |
|    | Germania (bandiera) | A     | Karl-Heinz Brücken |
|    | Germania (bandiera) | A     | Gerhard Pawlowski  |

## Organigramma societario
Area tecnica
- Allenatore: Herbert Burdenski (1°-24°); Detlev Brüggemann (25ª-34ª)

## Calciomercato

### Sessione estiva
| Acquisti | Acquisti         | Acquisti               |
| R.       | Nome             | da                     |
| -------- | ---------------- | ---------------------- |
| C        | Egwin Wolf       | Borussia Dortmund II   |
| A        | Horst Bertl      | Hannover 96            |
| D        | Peter Czernotzky | Rot-Weiss Essen        |
| C        | Helmut Nerlinger | SV Tasmania Berlin     |
| C        | Helmut Schmidt   | Kickers Offenbach      |
| A        | Klaus Ondera     | SV Röchling Völklingen |

| Cessioni | Cessioni          | Cessioni               |
| R.       | Nome              | a                      |
| -------- | ----------------- | ---------------------- |
| D        | Reinhold Mathes   | Sportfreunde Siegen    |
| D        | Friedel Mensink   | Hessen Kassel          |
| D        | Dieter Mietz      | Sportfreunde Siegen    |
| C        | Ingo Peter        | TSC Eintracht Dortmund |
| C        | Theodor Rieländer | FC Lugano              |
| A        | Manfred Ritschel  | Kickers Offenbach      |
| A        | Jürgen Schütz     | Rot-Weiß Lüdenscheid   |
| A        | Alfons Sikora     | 1. FC Mülheim          |
| A        | Dieter Weinkauff  | FK Pirmasens           |

## Statistiche

### Statistiche di squadra
| Competizione      | Punti | In casa | In casa | In casa | In casa | In casa | In casa | In trasferta | In trasferta | In trasferta | In trasferta | In trasferta | In trasferta | Totale | Totale | Totale | Totale | Totale | Totale | DR  |
| Competizione      | Punti | G       | V       | N       | P       | Gf      | Gs      | G            | V            | N            | P            | Gf           | Gs           | G      | V      | N      | P      | Gf     | Gs     | DR  |
| ----------------- | ----- | ------- | ------- | ------- | ------- | ------- | ------- | ------------ | ------------ | ------------ | ------------ | ------------ | ------------ | ------ | ------ | ------ | ------ | ------ | ------ | --- |
| Regionalliga      | 41    | 17      | 9       | 4       | 4       | 49      | 20      | 17           | 7            | 5            | 5            | 28           | 25           | 34     | 16     | 9      | 9      | 77     | 45     | +32 |
| Coppa di Germania | -     | 3       | 2       | 1       | 0       | 10      | 3       | 3            | 0            | 2            | 1            | 1            | 6            | 6      | 2      | 3      | 1      | 11     | 9      | +2  |
| Totale            | 20    | 20      | 11      | 4       | 4       | 59      | 23      | 20           | 8            | 7            | 6            | 29           | 31           | 40     | 18     | 12     | 10     | 35     | 54     | +34 |

### Andamento in campionato
| Giornata  | 1 | 2 | 3 | 4 | 5 | 6 | 7 | 8 | 9 | 10 | 11 | 12 | 13 | 14 | 15 | 16 | 17 | 18 | 19 | 20 | 21 | 22 | 23 | 24 | 25 | 26 | 27 | 28 | 29 | 30 | 31 | 32 | 33 | 34 |
| --------- | - | - | - | - | - | - | - | - | - | -- | -- | -- | -- | -- | -- | -- | -- | -- | -- | -- | -- | -- | -- | -- | -- | -- | -- | -- | -- | -- | -- | -- | -- | -- |
| Luogo     | T | C | T | C | T | C | T | C | T | C  | T  | C  | T  | C  | C  | T  | C  | C  | T  | C  | T  | C  | T  | C  | T  | C  | T  | C  | T  | C  | T  | T  | C  | T  |
| Risultato | N | N | P | N | P | V | V | V | N | V  | P  | P  | P  | P  | P  | V  | V  | V  | N  | V  | V  | V  | P  | N  | V  | N  | V  | V  | N  | P  | V  | N  | V  | V  |